# Dacrymyces

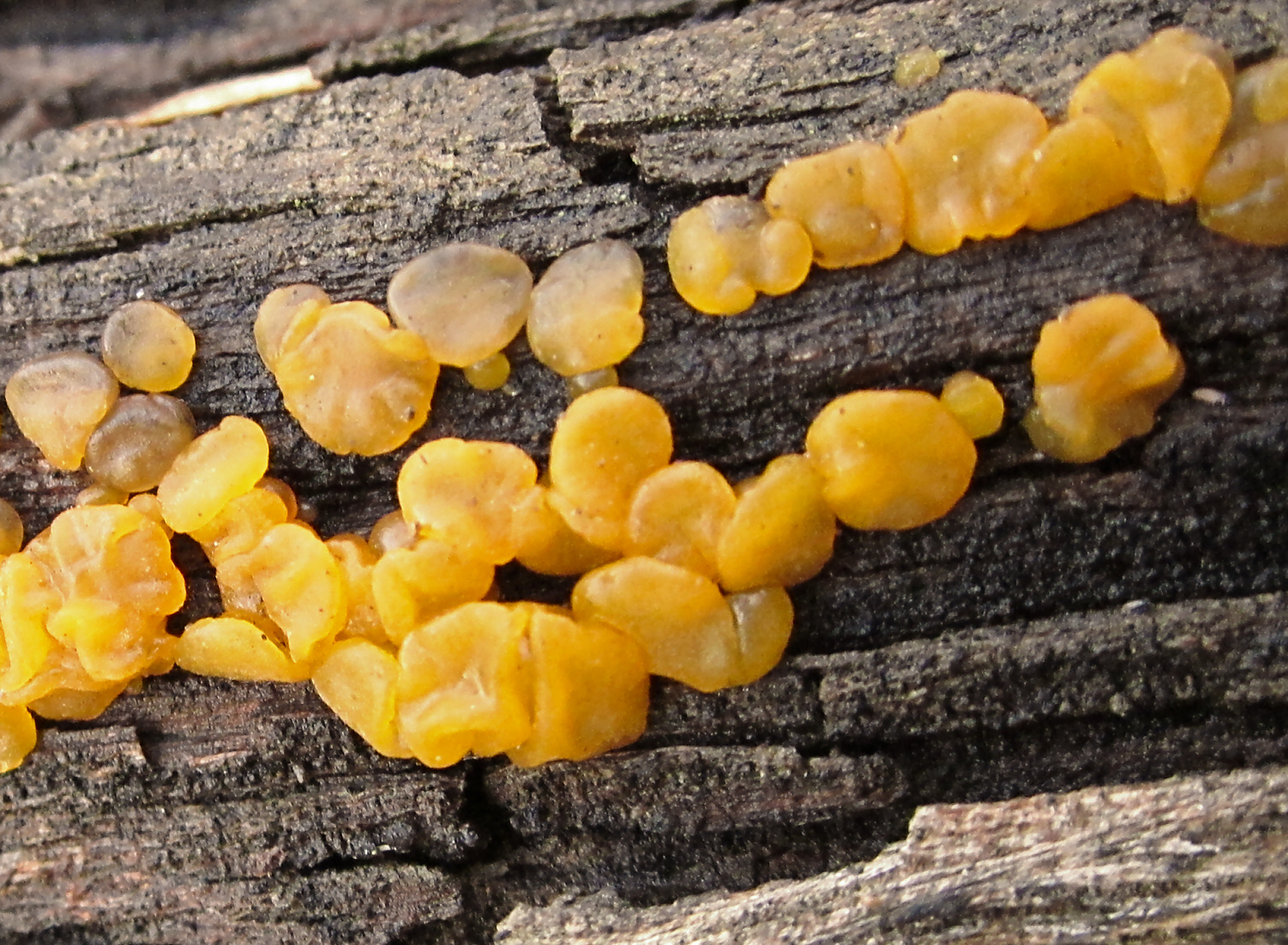
Łzawnik główkowaty

Dacrymyces Nees (łzawnik) – rodzaj grzybów należący do rodziny łzawnikowatych (Dacrymycetaceae).

## Charakterystyka
Grzyby nadrzewne, saprotrofy i pasożyty. Wytwarzają poduszeczkowate bazydiokarpy o galaretowatej lub śluzowatej konsystencji. Kształt owocników miseczkowaty, stożkowaty, czasami zróżnicowany na trzon i główkę.

## Systematyka i nazewnictwo
Pozycja w klasyfikacji według Index Fungorum: Dacrymycetaceae, Dacrymycetales, Incertae sedis, Dacrymycetes, Agaricomycotina, Basidiomycota, Fungi.
Synonimy: Arrhytidia Berk. & M.A. Curtis, Hydromycus Raf., Septocolla Bonord.
Polską nazwę podał Józef Jundziłł w 1830 r.
Gatunki występujące w Polsce:
- Dacrymyces adpressus Grognot 1863[5]
- Dacrymyces caesius Sommerf. 1826[5]
- Dacrymyces capitatus Schwein. – łzawnik główkowaty
- Dacrymyces chrysocomus (Bull.) Tul. – łzawnik złotawy
- Dacrymyces chrysospermus Berk. & M.A. Curtis – łzawnik złocistozarodnikowy
- Dacrymyces corticioides Ellis & Everh. 1885[5]
- Dacrymyces lacrymalis (Pers.) Nees 1816[6]
- Dacrymyces microsporus P. Karst. 1889 – łzawnik drobnozarodnikowy
- Dacrymyces macnabbii D.A. Reid 1974[5]
- Dacrymyces minor Peck – łzawnik drobnoowocnikowy
- Dacrymyces ovisporus Bref. – łzawnik jajowatozarodnikowy
- Dacrymyces punctiformis Neuhoff – łzawnik zielonawy
- Dacrymyces stillatus Nees – łzawnik rozciekliwy
- Dacrymyces variisporus McNabb. – łzawnik różnozarodnikowy

Wykaz gatunków i nazwy naukowe na podstawie Index Fungorum. Nazwy polskie i wykaz gatunków według Władysława Wojewody i innych.